# FOXR1
FOXR1 (англ. Forkhead box R1) – білок, який кодується однойменним геном, розташованим у людей на 11-й хромосомі. Довжина поліпептидного ланцюга білка становить 292 амінокислот, а молекулярна маса — 33 310.
| 10         |  | 20         |  | 30         |  | 40         |  | 50         |
| ---------- |  | ---------- |  | ---------- |  | ---------- |  | ---------- |
| MGNELFLAFT |  | TSHLPLAEQK |  | LARYKLRIVK |  | PPKLPLEKKP |  | NPDKDGPDYE |
| PNLWMWVNPN |  | IVYPPGKLEV |  | SGRRKREDLT |  | STLPSSQPPQ |  | KEEDASCSEA |
| AGVESLSQSS |  | SKRSPPRKRF |  | AFSPSTWELT |  | EEEEAEDQED |  | SSSMALPSPH |
| KRAPLQSRRL |  | RQASSQAGRL |  | WSRPPLNYFH |  | LIALALRNSS |  | PCGLNVQQIY |
| SFTRKHFPFF |  | RTAPEGWKNT |  | VRHNLCFRDS |  | FEKVPVSMQG |  | GASTRPRSCL |
| WKLTEEGHRR |  | FAEEARALAS |  | TRLESIQQCM |  | SQPDVMPFLF |  | DL         |

A: Аланін

C: Цистеїн

D: Аспарагінова кислота

E: Глутамінова кислота

F: Фенілаланін

G: Гліцин

H: Гістидин

I: Ізолейцин

K: Лізин

L: Лейцин

M: Метіонін

N: Аспарагін

P: Пролін

Q: Глутамін

R: Аргінін

S: Серин

T: Треонін

V: Валін

W: Триптофан

Задіяний у таких біологічних процесах, як транскрипція, регуляція транскрипції, альтернативний сплайсинг. 
Білок має сайт для зв'язування з ДНК. 
Локалізований у ядрі.